# Слој (геологија)
Слој је геолошко тело, изграђено од мање или више истоветног материјала. То је основни елемент седиментих стена, настао као резултат једне континуиране фазе седиментације, чији је првобитни положај хоризонталан или субхоризонталан. Од подинског и повлатног слоја издвојен је површима слојевитости, које представљају границе механичког дисконтинуитета. Управно растојање између доње и горње површи слојевитости је дебљина слоја. Према дебљини, слојеви се деле на: лиске (испод 5 mm), плоче (од 5 до 50 mm), слојеве (5 до 60 cm) и банке (дебљина већа од 60 cm).
Слој је у простору одређен својим елементима пада, азимутом и падним углом. Врло је важно познавати елементе пада слоја, због одређивања елемената набора које слојеви изграђују. Тако је, у теренима који имају сложен тектонски склоп, важно одредити да ли су слојеви у преврнутом или нормалном положају. То се најчешће ради на основу испитивања карактеристика примарних планара, при чему се најчешће користе следећи критеријуми: биостратиграфско простирање, градациона слојевитост, критеријум односа кливажа према слојевитости, испитивање седиментних структура, анализа набора нижег реда, итд.

## Карактеристике
Стратум је генерално један од низа паралелних слојева који леже један на другом и формирају огромне дебљине слојева. Површине лежишта (равни лежишта) које раздвајају слојеве представљају епизодне прекиде у таложењу повезане или са периодичном ерозијом, престанком таложења или неком комбинацијом ова два. Наслагани заједно са другим слојевима, појединачни слојеви могу формирати сложене стратиграфске јединице које се могу простирати на стотине хиљада квадратних километара Земљине површине. Појединачни слој може покрити сличне велике површине. Слојеви се обично посматрају као траке различитих боја или различито структурираног материјала изложене у литицама, усецима путева, каменоломима и обалама река. Појединачне траке могу варирати у дебљини од неколико милиметара до неколико метара или више. Трака може представљати специфичан начин таложења: речни муљ, песак на плажи, мочвара угља, пешчана дина, корито лаве итд.

## Врсте стратума
У проучавању слојева стена и седимената, геолози су препознали низ различитих типова слојева, укључујући корито, ток, траку и кључно лежиште. Лежиште је један слој који се литолошки разликује од осталих слојева изнад и испод њега. У класификационој хијерархији седиментних литостратиграфских јединица, корито је најмања формална јединица. Међутим, само слојеви који су довољно карактеристични да буду корисни за стратиграфску корелацију и геолошко мапирање обично добијају формална имена и сматрају се формалним литостратиграфским јединицама. Вулкански еквивалент лежишта, ток, је дискретни екструзивни вулкански слој или тело које се разликује по текстури, саставу или другим објективним критеријумима. Као и у случају корита, ток треба означити и именовати као формалне литостратиграфске јединице само када је карактеристичан, распрострањен и користан за стратиграфску корелацију. Трака је танак слој који се разликује по специфичној литологији или боји и користан је у корелацији слојева. Коначно, кључно лежиште, које се такође назива и обележивач, је добро дефинисан, лако препознатљив слој или тело слојева који има довољно карактеристична својства, као што су литологија или фосилни садржај, да се препознају и корелирају током мапирања геолошког поља или подземне површине.

## Галерија
- Слојеви на планинској површини у француским Алпима
- Међудржавни пут пресеца слојеве кречњака и шкриљаца у источном Тенесију
- Слојеви стена у Депот Бичу, Нови Јужни Велс
- Линија потањања Дугиног басена у формацији Барстов у близини Барстова, Калифорнија. Преклопљени слојеви.
- Изданак горњег ордовицијанског кречњака и малих шкриљаца, централни Тенеси.
- Слојеви креде на Кипру - приказују класичну слојевиту структуру.
- Тешки минерали (тамни) као танки слојеви у кварцном песку на плажи (Ченеј, Индија).
- Стратификовано острво у близини Ла Паза, Јужна Доња Калифорнија, Мексико.